# Scarab Peak
Scarab Peak är en bergstopp i Antarktis. Den ligger i Östantarktis. Nya Zeeland gör anspråk på området. Toppen på Scarab Peak är 3 160 meter över havet.
Terrängen runt Scarab Peak är huvudsakligen kuperad, men österut är den platt. Trakten är obefolkad. Det finns inga samhällen i närheten.